# Cattedrale di Senlis
L'ex cattedrale di Nostra Signora (in francese: Cathédrale Notre-Dame) è la chiesa principale di Senlis. È una delle più antiche di Francia ed è stata sede dell'antica diocesi di Senlis fino a quando col concordato del 1801, fu annessa alla diocesi di Beauvais.

## Storia

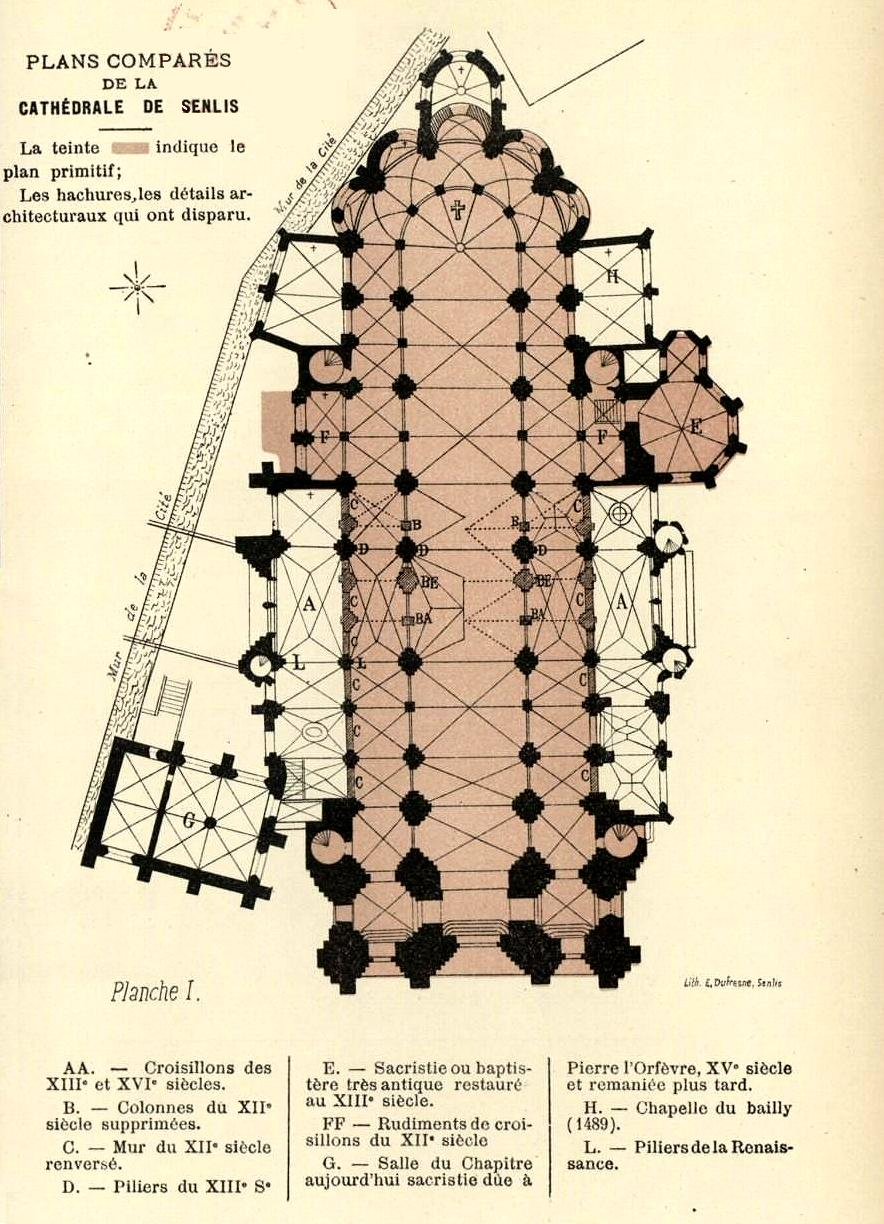
Pianta della cattedrale

La cattedrale fu edificata a partire dal 1151 o 1153, sul luogo di santuari più antichi, per volere del vescovo Pierre. Data la presenza continua dei re di Francia (il castello di Senlis era una delle loro dimore), i vescovi divennero ardui sostenitori della costruzione dell'edificio. Gran parte dei finanziamenti, infatti, non furono reali, ma proventi della piccola diocesi; ciò spiega le "contenute" dimensioni della chiesa.
La costruzione iniziò contemporaneamente alle due estremità dell'edificio, dalla facciata (ovest) e dal coro (est). Nel 1160 il portale centrale della facciata era già compiuto. Nel 1167 la chiesa possedeva già il suo coro e la sua facciata, e nel 1175 la navata venne raccordata al coro. Nel 1180 venne dotata di volta e quasi terminata, salvo il transetto. Fu consacrata il 16 giugno 1191 dall'arcivescovo di Reims Guillaume aux Blanches Mains.
Nel XIII secolo venne fortemente modificata, con l'aggiunta del transetto, che interruppe la prospettiva interna e lasciò la navata più corta del coro. Verso il 1240 venne alzata la torre sud di due piani e munita della flèche gotica.
Alla fine del XIV secolo venne aggiunta la sala capitolare e attorno al 1465 la cappella del Balivo.
Nel 1504, un fulmine colpì il tetto e l'incendio che ne scaturì distrusse le travature col conseguente crollo delle volte della navata centrale ad eccezione della prima campata. La ricostruzione fu immediata, grazie alla donazioni reali di Luigi XII e Francesco I e i lavori iniziarono nel 1506 e furono portati a termine nel 1515. Vennero rifatte le volte della navata, alzandole di 6 metri, e doppiate le navate laterali. Nel 1520 si approfittò per dotare il transetto di due facciate in stile gotico fiammeggiante. I portali vennero eseguiti da Martin Chambiges e suo figlio Pierre, quello sud venne terminato nel 1538, e quello nord nel 1560. Le cappelle orientali sono della stessa epoca.
Nel 1671 venne edificata, sulle mura gallo-romane, la cappella del Sacro Cuore, e nel 1777 furono eseguite le decorazioni neoclassiche.
Con la Rivoluzione francese sparirono gli arredi e vennero distrutte le teste delle statue-colonne del portale principale, poi rifatte nel XIX secolo.
La Cattedrale di Senlis fu inserita nella lista dei monumenti storici di Francia sin dalla sua prima pubblicazione, nel 1840; nel 1929 vi è stata aggiunta anche la biblioteca.
Nel 1963 terminarono i lavori di restauro dell'interno, e nel 1993 quelli della torre sud.

## Galleria d'immagini

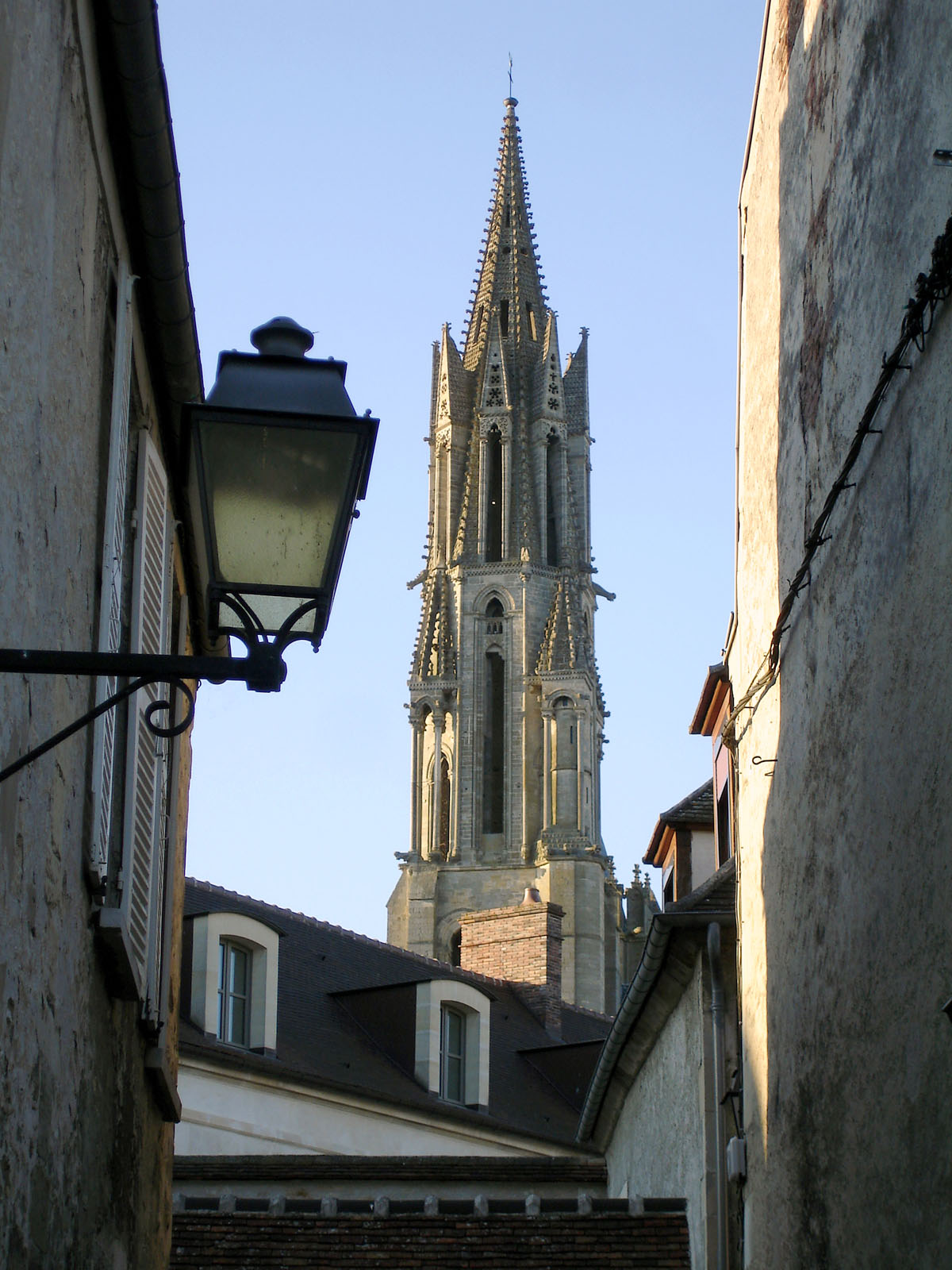
La Flèche di 78 metri
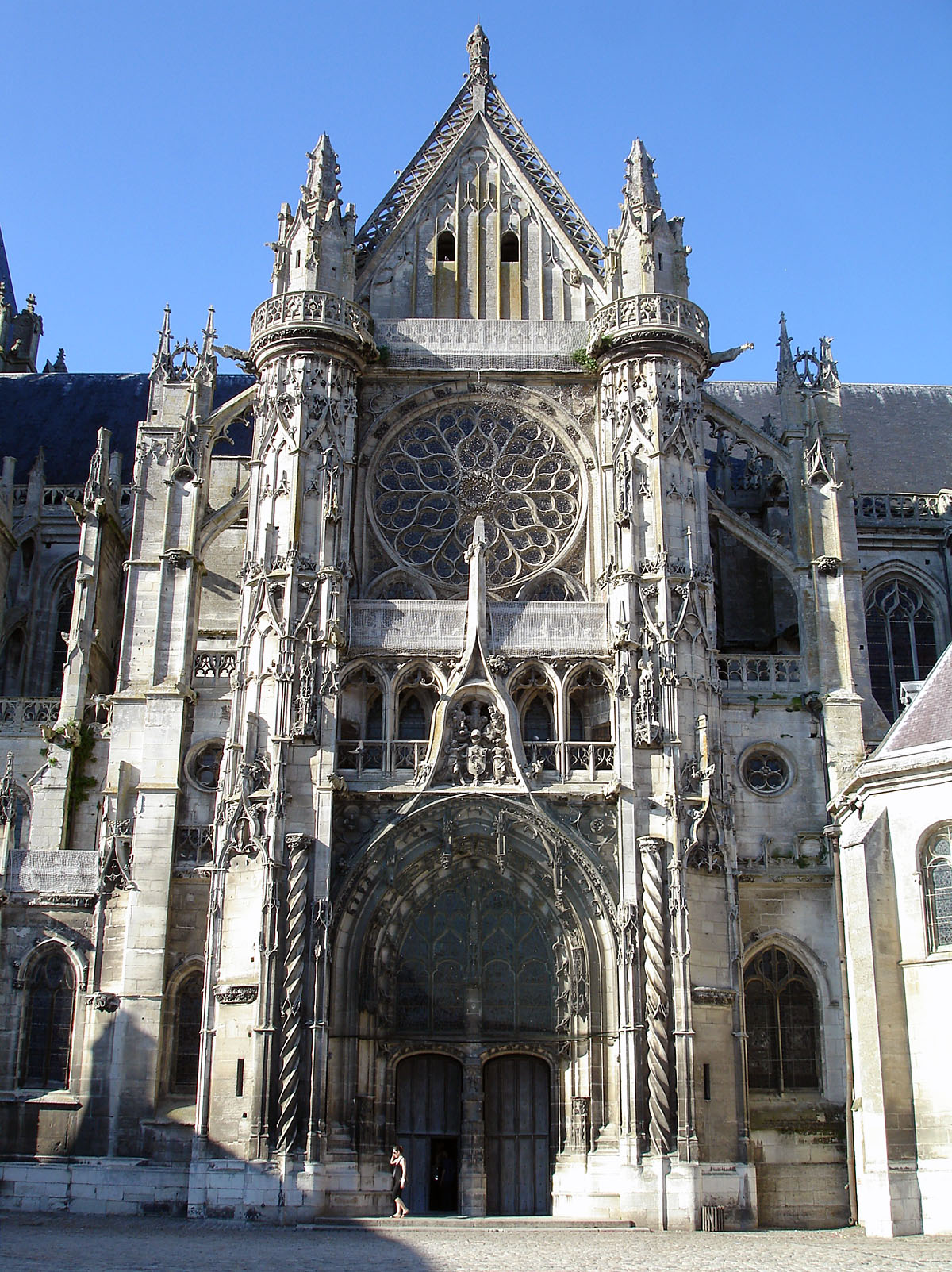
La facciata del transetto sud
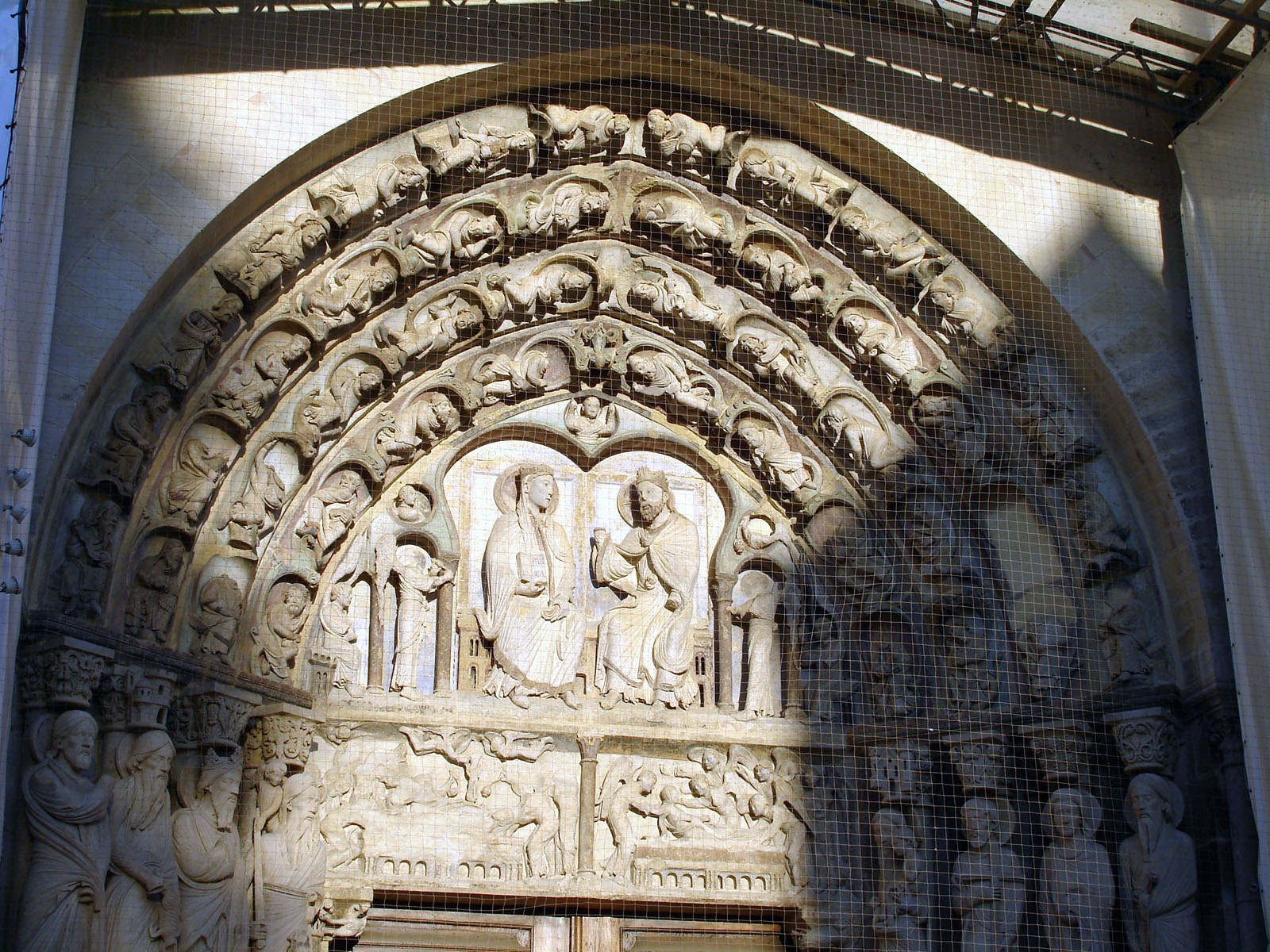
Il portale principale del 1167
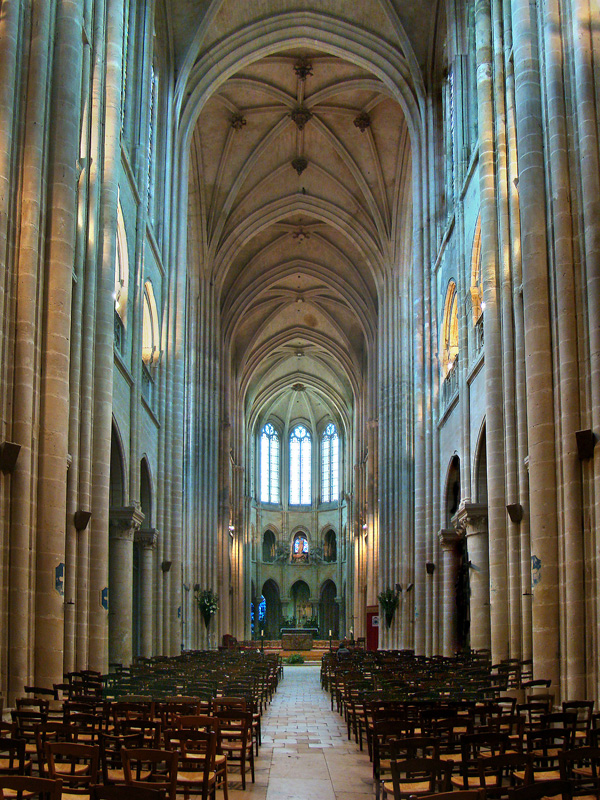
L'interno
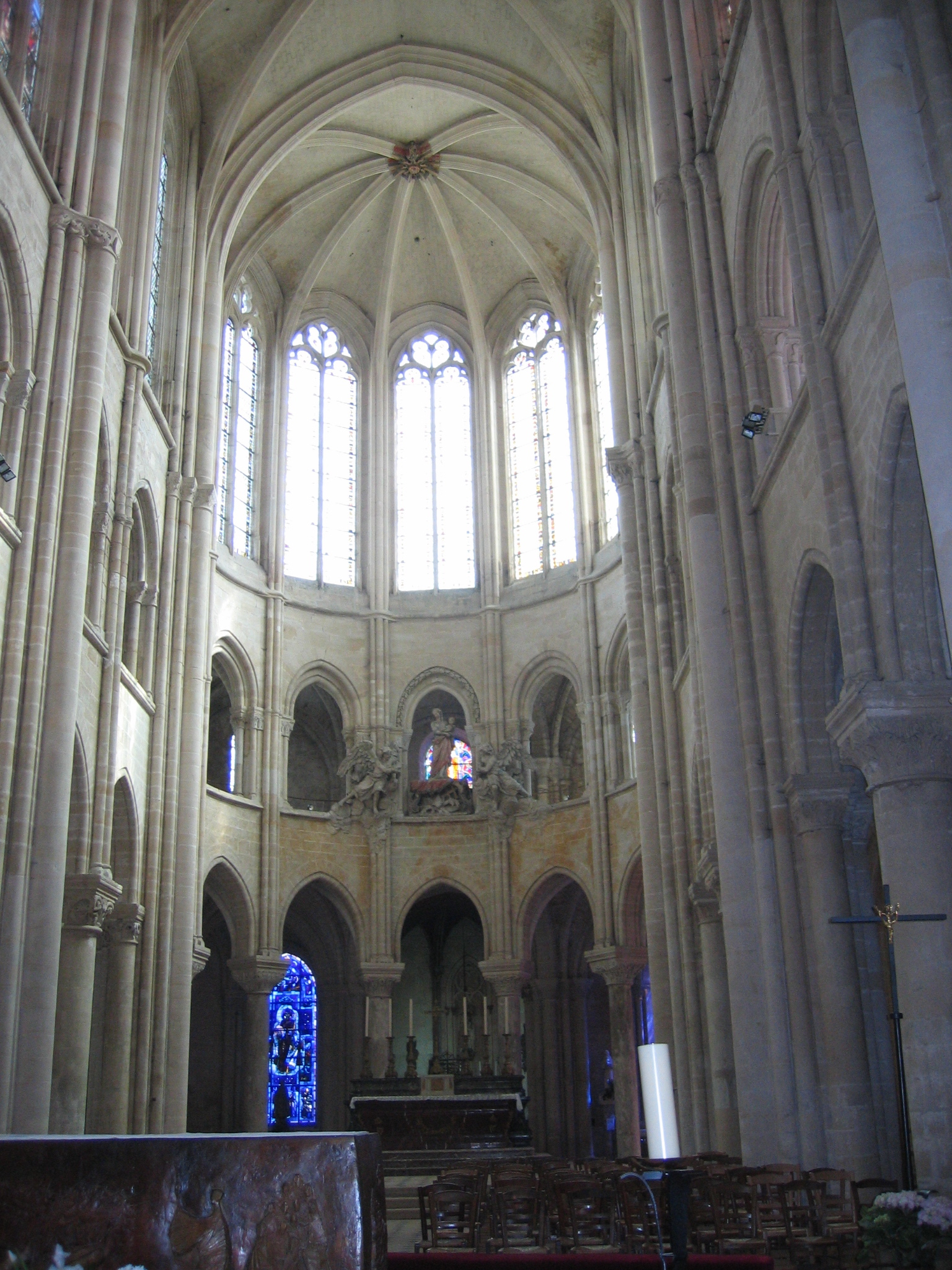
Il coro
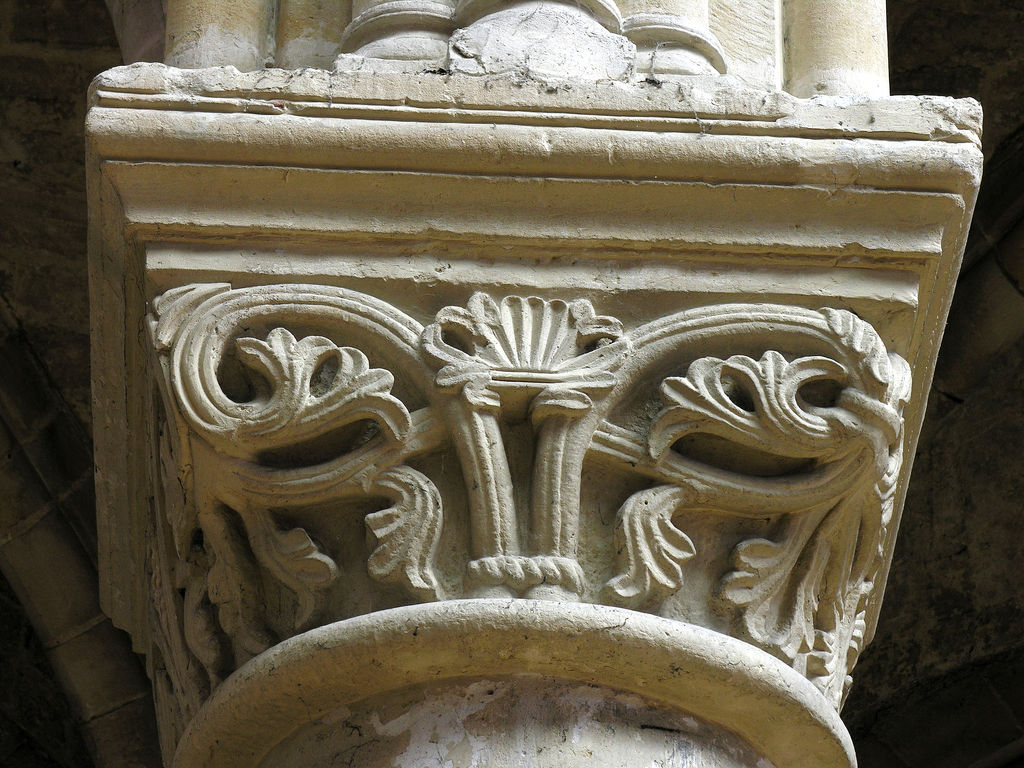
Un capitello del coro

## Dimensioni
| Lunghezza esterna: 76 m                 |
| Lunghezza interna: 70 m                 |
| Larghezza della facciata : 24 m         |
| Altezza delle volte: 24 m               |
| Larghezza della navata centrale: 9,20 m |
| Lunghezza del coro: 24 m                |
| Lunghezza della navata: 23 m            |
| Altezza della Torre sud : 78 m          |